# Christian County (Illinois)
Das Christian County ist ein County im US-amerikanischen Bundesstaat Illinois. Im Jahr 2010 hatte das County 34.800 Einwohner und eine Bevölkerungsdichte von 18,9 Einwohnern pro Quadratkilometer. Der Verwaltungssitz (County Seat) ist Taylorville.

## Geografie
Das County liegt etwas südlich der Mitte von Illinois am linken Ufer des Sangamon River. Es hat eine Fläche von 1854 Quadratkilometern, wovon 17 Quadratkilometer Wasserfläche sind. An das Christian County grenzen folgende Nachbarcountys:
| Sangamon County   |  | Macon County  |
|                   |  |               |
| Montgomery County |  | Shelby County |

## Geschichte
Am 15. Februar 1839 wurde aus Teilen des Sangamon, des Montgomery und des Shelby County das Dane County gebildet. Es war nach dem Kongress-Mitglied Nathan Dane aus Massachusetts benannt. Am 2. März 1840 wurde es umbenannt in Christian County. Dieser Name wurde ausgewählt, da die meisten Siedler aus dem Christian County in Kentucky stammten. 1900 hatte das County bereits 32.700 Einwohner.

## Demografische Daten
Nach der Volkszählung im Jahr 2010 lebten im Christian County 34.800 Menschen in 14.005 Haushalten. Die Bevölkerungsdichte betrug 18,9 Einwohner pro Quadratkilometer. In den 14.005 Haushalten lebten statistisch je 2,33 Personen.
Ethnisch betrachtet setzte sich die Bevölkerung zusammen aus 96,6 Prozent Weißen, 1,4 Prozent Afroamerikanern, 0,1 Prozent amerikanischen Ureinwohnern, 0,5 Prozent Asiaten sowie aus anderen ethnischen Gruppen; 0,9 Prozent stammten von zwei oder mehr Ethnien ab. Unabhängig von der ethnischen Zugehörigkeit waren 1,4 Prozent der Bevölkerung spanischer oder lateinamerikanischer Abstammung.
22,3 Prozent der Bevölkerung waren unter 18 Jahre alt, 60,2 Prozent waren zwischen 18 und 64 und 17,5 Prozent waren 65 Jahre oder älter. 49,3 Prozent der Bevölkerung war weiblich.

Das jährliche Durchschnittseinkommen eines Haushalts lag bei 43.182 USD. Das Prokopfeinkommen betrug 20.673 USD. 14,7 Prozent der Einwohner lebten unterhalb der Armutsgrenze.

## Ortschaften im Christian County
Citys
- Assumption
- Pana
- Taylorville

Villages
| - Bulpitt - Edinburg - Harvel1 - Jeisyville | - Kincaid - Morrisonville - Mt. Auburn - Moweaqua2 | - Owaneco - Palmer - Stonington - Tovey |

Unincorporated Communities
| - Bolivia - Clarksdale - Dunkel - Ellis - Grove City - Hewittsville - Jeiseyville | - Langleyville - Midway - Millersville - Old Stonington - Osbernville - Radford - Roby | - Rosamond - Sharpsburg - Sicily - Vanderville - Velma - Willey Station - Zenobia3 |

1 – teilweise im Montgomery County

2 – teilweise im Shelby County

3 – teilweise im Montgomery und im Sangamon County

## Gliederung
Das Christian County ist in 17 Townships eingeteilt:
| Township            | Einwohner (2010) | FIPS     |
| ------------------- | ---------------- | -------- |
| Assumption Township | 1.418            | 17-02622 |
| Bear Creek Township | 499              | 17-04325 |
| Buckhart Township   | 1.792            | 17-09239 |
| Greenwood Township  | 208              | 17-31641 |
| Johnson Township    | 673              | 17-38492 |
| King Township       | 244              | 17-39948 |
| Locust Township     | 1.825            | 17-44251 |
| May Township        | 1.581            | 17-47631 |
| Mosquito Township   | 390              | 17-50686 |

| Township              | Einwohner (2010) | FIPS     |
| --------------------- | ---------------- | -------- |
| Mount Auburn Township | 1.028            | 17-50842 |
| Pana Township         | 6.647            | 17-57485 |
| Prairieton Township   | 449              | 17-61730 |
| Ricks Township        | 1.223            | 17-63797 |
| Rosamond Township     | 421              | 17-65598 |
| South Fork Township   | 2.788            | 17-70798 |
| Stonington Township   | 1.131            | 17-72962 |
| Taylorville Township  | 12.483           | 17-74587 |
|                       |                  |          |

|  |